# فيلي هينسلي
فيلي هينسلي هو سياسي أمريكي، ولد في 17 يونيو 1941 في كوتزبيو في الولايات المتحدة. نشط حزبياً في الحزب الديمقراطي. وقد انتخب عضو مجلس شيوخ ألاسكا ‏.